# European Journal of Heart Failure
European Journal of Heart Failure (skrót: Eur J Heart Fail, EJHF) – naukowe czasopismo kardiologiczne specjalizujące się w publikowaniu prac dotyczących niewydolności serca, wydawane od 1999. Oficjalny organ Europejskiego Towarzystwa Kardiologicznego (ang. European Society of Cardiology, ESC). Miesięcznik.
„European Journal of Heart Failure” należy do rodziny 13 czasopism Europejskiego Towarzystwa Kardiologicznego poświęconych badaniom nad układem sercowo-naczyniowym. Kwestie techniczno-wydawnicze czasopisma leżą w gestii marki Wiley-Blackwell należącej do amerykańskiego koncernu wydawniczego John Wiley & Sons. 
Czasopismo publikuje oryginalne i recenzowane badania podstawowe, prace kliniczne oraz populacyjne w zakresie niewydolności serca. Prace ukazujące się w tym periodyku dotyczą różnych aspektów niewydolności serca z punktu widzenia takich dziedzin/specjalności jak: biologia molekularna i komórkowa, patologia, fizjologia, elektrofizjologia, farmakologia, opieka pielęgniarska, opieka nad osobami starszymi, opieka podstawowa, ekonomika zdrowia a także innych w obrębie nauk klinicznych, społecznych i populacyjnych. Publikowane są także artykuły redakcyjne i recenzje.
Redaktorem naczelnym (ang. editor-in-chief) czasopisma jest Marco Metra – profesor związany z włoskim uniwersytetem w Brescii. 
Pismo ma współczynnik wpływu impact factor (IF) wynoszący 10,683 (2017) oraz wskaźnik Hirscha równy 114 (2017). W międzynarodowym rankingu SCImago Journal Rank (SJR) mierzącym wpływ, znaczenie i prestiż poszczególnych czasopism naukowych „European Journal of Heart Failure” zostało w 2017 sklasyfikowane na 6. miejscu wśród czasopism z dziedziny kardiologii i medycyny sercowo-naczyniowej. W polskich wykazach czasopism punktowanych przez Ministerstwo Nauki i Szkolnictwa Wyższego publikacja w tym czasopiśmie otrzymywała w latach 2013–2016 po 40 punktów.
Artykuły publikowane w tym czasopiśmie są indeksowane m.in. w: Academic Search (EBSCO Publishing), Chemical Abstracts Service, Current Contents: Clinical Medicine, Embase, Medline/PubMed, Science Citation Index oraz w Scopusie.